# Carapé (cerro)
El Cerro Carapé es un montículo del Departamento de Paraguarí, República delParaguay. Perteneciente al grupo de elevaciones de la Cordillera de Ybycuí, está ubicado entre los cerros Medina y Achón. Se sitúa entre las localidades de Acahay y La Colmena. Su elevación es de 380 metros sobre el nivel del mar.

Ubicación
25°55′6″S 55°56′54″O / -25.91833, -55.94833
- Datos: Q5748897